# 애플 비전 프로
애플 비전 프로(영어: Apple Vision Pro)는 애플이 개발한 혼합 현실 헤드셋이다. 2023년 6월 5일, 2023 세계 개발자 회의에서 발표되었으며 미국에서 2024년 1월 19일에 사전주문을 시작해서 2월 2일에 배송을 시작했다. 2015년 애플 워치 이후 회사의 첫 번째 새로운 소비자 제품 라인이며 애플 비전 제품 라인의 첫 번째 모델이다.
애플은 이 제품을 디지털 미디어가 현실 세계와 통합되고 제스처와 같은 물리적 입력을 사용하여 시스템과 상호 작용할 수 있는 공간 컴퓨터(spatial computer)라고 설명했다.

## 역사

### 개발
2015년 5월, 애플은 독일의 증강 현실(AR) 회사 메타이오를 인수했다. 그 회사는 코드명 "Project Titan"인 전기 자동차 프로젝트에 메타이오의 기술을 사용하려고 했다. 그해에 애플은 돌비 래버러토리스에서 마이크 록웰을 고용했다. 록웰은 메타이오 공동 창립자 Peter Meier와 애플 워치 매니저 Fletcher Rothkopf를 포함하는 팀을 만들었다. Technology Development Group이라고 불리는 이 팀은 2016년에 AR 데모를 개발했지만 당시 최고 디자인 책임자인 조너선 아이브와 그의 팀의 반대에 직면했다. 증강 현실 및 가상 현실(VR) 전문가이자 전 NASA 전문가인 제프 노리스는 2017년 4월에 고용되었다. 록웰의 팀은 2017년에 iOS 11과 함께 ARKit을 제공하는 데 도움을 주었다. The Information에 따르면 록웰의 팀은 헤드셋을 만들고 아이브의 팀과 협력했다. 전면 아이 디스플레이를 통해 착용자의 눈을 드러내기로 한 결정은 산업 디자인 팀과 잘 맞았다. 헤드셋의 개발은 2019년에 아이브가 떠나면서 불확실한 시기를 겪었다. 아이브의 후계자인 에반스 행키는 2023년에 회사를 떠났다. 록웰에게 보고하는 수석 엔지니어링 관리자인 Geoff Stahl은 이전에 애플에서 게임 및 그래픽 기술을 담당한 후 VisionOS 운영체제의 개발을 이끌었다.

### 공개 및 출시
헤드셋에 대한 정보는 2022년에 드러나기 시작했다. 2022년 5월 블룸버그 뉴스는 애플 CEO 팀 쿡을 포함한 애플 경영진들이 기기를 미리 봤다고 보도했다. 그 회사는 6월에 헤드셋용 콘텐츠를 개발할 이사를 모집하기 시작했다. 그러한 감독 중 한 명인 존 패브로는 그의 애플 TV+ 쇼인 《Prehistoric Planet》에 공룡들을 되살리기 위해 채택했다. 블룸버그 기자 마크 구먼은 2023년 1월에 AR 헤드셋 계획이 보류됐다고 보도했다. 구먼은 4월에 헤드셋에 대한 추가 정보를 공유했으며 애플이 소프트웨어와 서비스를 만들기 위해 개발자들을 모을려고 시도하고 있다고 언급했다. 애플에 따르면, 그 회사는 비전 프로 개발에 기여한 기술에 대해 5,000건 이상의 특허를 출원했다. 애플 비전 프로는 2023년 6월 5일 애플 세계 개발자 회의에서 발표되었다. 2024년 초에는 US$3,499에 이용할 수 있을 것이다. 초기에 약 1,000,000대가 선적될 것으로 예상된다.

## 사양

### 하드웨어

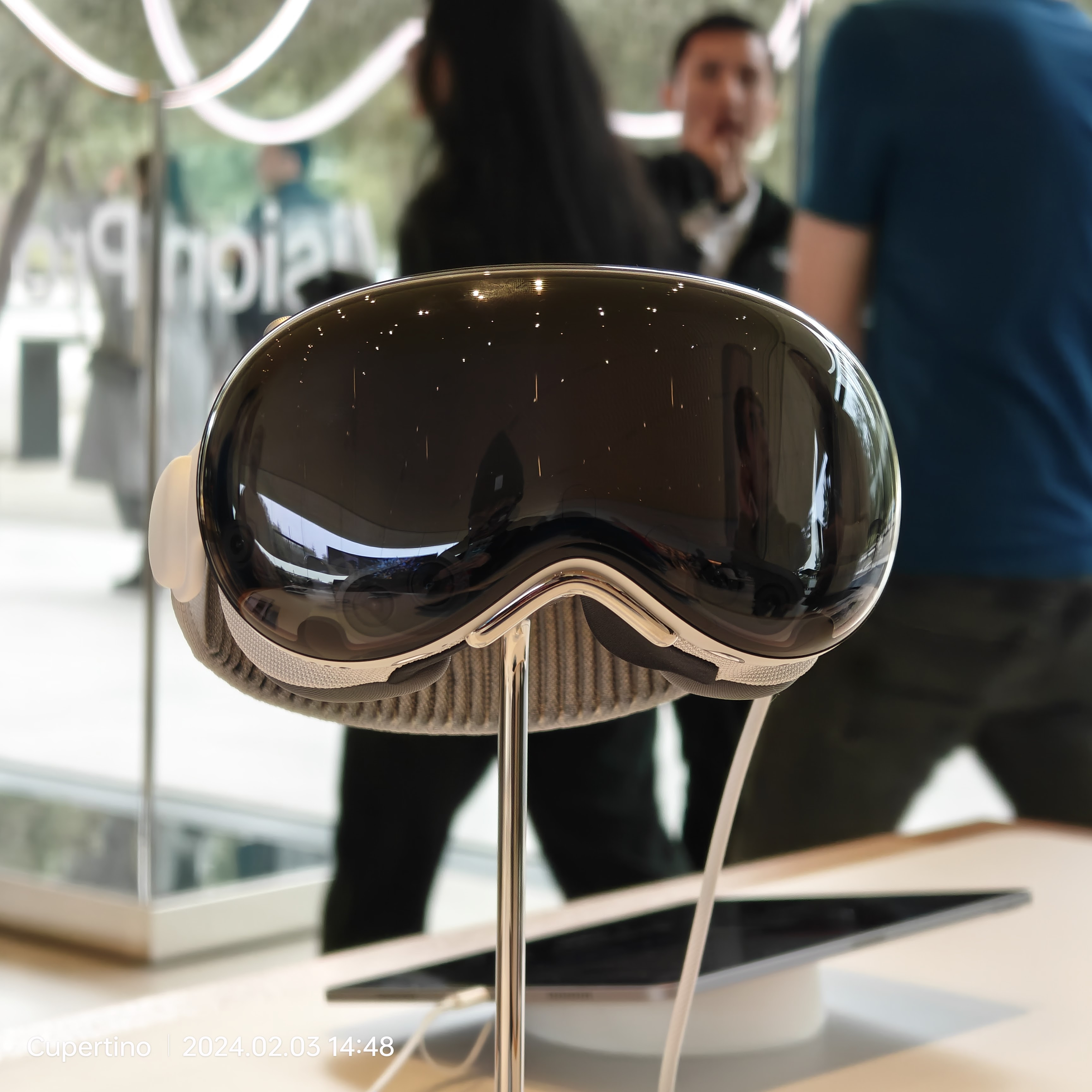
"EyeSight" 디스플레이와 카메라를 덮는 유리가 있는 헤드셋 전면

애플 비전 프로에는 얉은 유리 디스플레이 전면, 유연한 쿠션으로 덮인 알루미늄 프레임, 조절 가능한 헤드밴드가 있다. 프레임에는 5개의 센서, 6개의 마이크 및 12개의 카메라가 포함되어 있다. 우표 크기의 총 2,300만 화소의 마이크로 OLED 디스플레이 2개가 렌즈를 통해 사용자에게 보여질 것이다. 눈은 Optic ID(iPhone의 Face ID와 같이 인증에 사용됨)라는 장치의 홍채 인식의 기초를 형성하는 LED 및 적외선 카메라 시스템에 의해 추적된다. 맞춤형 광학 삽입물은 처방 안경 사용자를 위해 지원된다. 이 렌즈는 메인 렌즈에 자기적으로 부착되며 칼자이스와 제휴하여 개발되었다. 헤드셋의 스피커는 헤드밴드 내부에 있으며 사용자의 귀 바로 위에 위치하며 서라운드 사운드를 생성할 수 있다.
애플 비전 프로는 부드러운 팬에 의해 냉각되는 센서 입력 처리를 위해 헤드셋용으로 특별히 제작된 애플 M2 프로세서와 새로운 애플 R1 프로세서를 사용한다. 케이블을 통해 헤드셋에 연결된 맞춤형 패킷 배터리를 사용하면 장치를 2시간 동안 사용할 수 있다. 또는 헤드셋을 외부 전원 공급 장치에 연결할 수 있다.

### 소프트웨어
애플 비전 프로는 애플이 공간 컴퓨팅이라고 부르는 3차원 인터페이스가 있는 visionOS를 실행한다. 헤드셋의 기본 모드는 가상 앱과 미디어가 사용자의 실제 환경에 떠 있는 것처럼 보이는 증강 현실이다. 헤드셋 상단의 크라운은 사용자의 시야를 차지하는 가상 배경의 양을 완전한 가상 몰입(a.k.a. 가상 현실)까지 조정할 수 있다. 비전 프로에는 사용자의 눈을 재현하고 사용자가 몰입하는 정도를 반영하는 EyeSight라는 외부 디스플레이가 있다. 증강 현실에서는 눈이 흐려지고 완전한 가상 현실에서는 눈이 가려져 다른 사람들에게 사용자의 환경 인식 표시를 제공한다. 다른 사람이 접근하거나 대화를 시작하면 EyeSight는 완전한 가상 현실에서도 정상적으로 사용자의 눈을 보여주고 상대방이 사용자에게 보인다.
인터페이스는 센서 배열에 의해 인식되는 눈과 손가락으로 탐색된다. 예를 들어 사용자는 요소를 보고 두 손가락을 모아서 요소를 클릭하거나, 집은 손가락을 움직여서 요소를 이동하거나, 손목을 튕겨서 스크롤할 수 있다. 게임 컨트롤러도 지원된다. visionOS는 텍스트 입력을 위한 받아쓰기 및 가상 키보드를 지원하며 Siri 가상 도우미는 음성 명령에 사용할 수 있다.

#### 애플리케이션
애플의 책자의 홈 화면 이미지에 따르면 애플 비전 프로에는 Apple TV, 음악, Mindfulness, 프리폼, 사파리, 사진, 메모, 앱스토어, 메일, 메시지, 키노트 등의 앱이 기본적으로 설치되어 있다.
애플 비전 프로는 NBA 2K23 (2022)을 포함하여 애플 아케이드의 100개 이상의 게임과 함께 출시될 예정이다. 디즈니+는 출시와 동시에 사용할 수 있다. 또한 마이크로소프트 워드, 마이크로소프트 엑셀, 마이크로소프트 팀즈, Zoom, 시스코 웹엑스, 어도비 라이트룸 등 마이크로소프트 오피스 제품군 등 여러 앱을 사용할 수 있다. 애플은 유니티 앱에 대한 기본 지원을 약속했다.